# Великолукская государственная академия физической культуры
Великолукская государственная академия физической культуры и спорта — российское государственное образовательное учреждение высшего профессионального образования, находится в городе Великие Луки Псковской области. В академии обучается около 900 студентов на очном отделении и около 500 на заочном.

## История
Была создана в 1970 году на базе педагогического института в качестве Великолукского филиала Ленинградского института физической культуры им. П. Ф. Лесгафта.
В 2002 году институт получил статус государственной академии.
Имеются следующие кафедры:
- Кафедра безопасности жизнедеятельности, теории и методики единоборств
- Кафедра теории и методики гимнастики
- Кафедра теории и методики лёгкой атлетики
- Кафедра теории и методики лыжного спорта
- Кафедра теории и методики спортивных игр
- Кафедра гуманитарных и социально-экономических дисциплин
- Кафедра естественно-научных дисциплин
- Кафедра иностранных языков
- Кафедра педагогики
- Кафедра психологии
- Кафедра физиологии и спортивной медицины

Академия готовит специалистов по 6 специальностям:
- Безопасность жизнедеятельности;
- Педагогика и психология;
- Менеджмент организации;
- Физическая культура и спорт;
- Физическая культура для лиц с отклонениями в состоянии здоровья (адаптивная физическая культура),
- Социально-культурный сервис и туризм

## Ректоры
- Марго, Владимир Иванович (1970—1974)
- Блинов, Валентин Михайлович (1974—1997)
- Городничев, Руслан Михайлович (1997—2012)[2]
- Шляхтов, Вячеслав Николаевич (с 2012)[3]